# Эритрейская католическая церковь

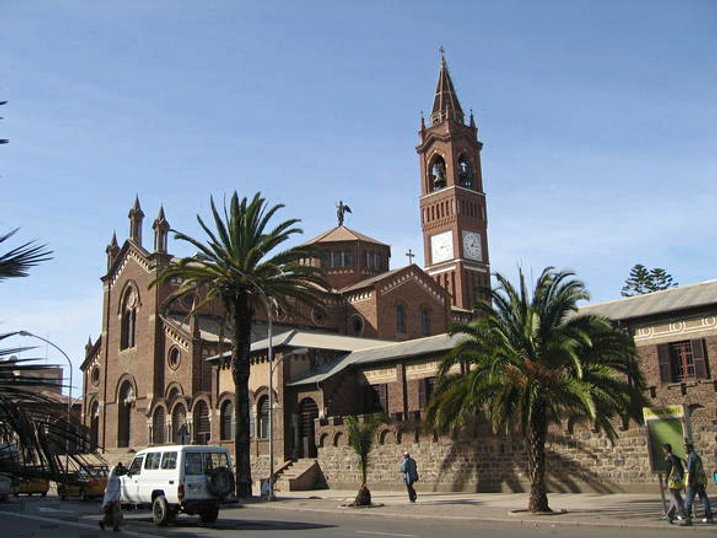
Собор св. Иосифа в Асмэре

Эритрейская католическая церковь (лат. Ecclesia Catholica Erythraea; тигринья ኤርትራዊት ቤተ ክርስቲያን, Chiesa Eritrea) — одна из восточнокатолических церквей, придерживающихся эфиопского обряда, восходящего к Александрийской литургической традиции. Самая молодая из восточнокатолических церквей, образована в 2015 году путём выделения из Эфиопской католической церкви. Приверженцы проживают главным образом в Эритрее.

## История
В конце XIX века Эритрея перешла под контроль итальянцев. После этого здесь резко активизировалась католическая миссия, в результате чего в Эритрее появилось существенное число католиков эфиопского обряда.
После окончания второй мировой войны Эритрея была присоединена к Эфиопии. В 1961 году были учреждены постоянные структуры Эфиопской католической церкви. Была создана митрополия в Аддис-Абебе, которой подчинялась суффраганная епархия в Асмэре (совр. столица Эритреи). В 1993 году Эритрея вновь стала независимой, после чего были учреждены ещё две епархии в этой стране — Кэрэна и Барэнту. В 2012 году образована епархия Сэгэнэйти.
19 января 2015 года четыре епархии, располагающиеся на территории Эритреи, были выделены в отдельную митрополию, образовав, таким образом, новую Эритрейскую восточнокатолическую церковь.

## Структура
Церковь состоит из четырёх епархий — архиепархии-митрополии Асмэры и суффраганных ей епархий Кэрэна, Барэнту и Сэгэнэйти. Главный собор Эритрейской церкви — собор св. Иосифа в Асмэре. С момента создания церковь возглавляет епископ Менгестеаб Тесфамариам.
Общее число верующих около 150 тысяч, что составляет примерно 3 % населения страны. Характерной особенностью католицизма в Эритрее является то, что все верующие католики принадлежат юрисдикции восточного обряда, церковных структур латинского обряда в Эритрее нет.